# Philoponella wuyiensis
Philoponella wuyiensis es una especie de araña araneomorfa del género Philoponella, familia Uloboridae. Fue descrita científicamente por Xie et al. en 1997.
Habita en China.